# 니콜라 테슬라
니콜라 테슬라(세르비아어: Никола Тесла, 영어: Nikola Tesla, 1856년 7월 10일~1943년 1월 7일)는 세르비아계 미국인인 발명가, 물리학자, 전기공학자이다. 오스트리아 헝가리 제국 출신으로,미국으로 이주하였다. 변압기 및 교류 시스템을 고안하고 상업용 전기에 중요한 기여를 했으며, 19세기 말과 20세기 초 전자기학의 혁명적인 발전을 가능케 한 인물로 잘 알려져 있다. 테슬라의 특허와 이론적 연구는 전기 배전의 다상시스템과 교류 모터를 포함한 현대적 교류 시스템의 기초를 형성하였다. 그의 이러한 연구는 2차 산업 혁명을 선도하는 역할을 하였다.

## 개요
오스트리아 제국(현재의 크로아티아)의 크로아티아 군대 변경 지대(Croatian Military Frontier)의 스밀랸이라는 마을에서 태어난 세르비아계 오스트리아인인 테슬라는 태어날 때부터 오스트리아 제국의 지배를 받았으며 후에 미국의 시민이 되었다. 라디오를 통한 무선 통신을 1894년 최초로 실현시켜 특허청에 1897년 10월 2일 출원, 1900년 3월 5일 승인 되어 무선통신의 아버지로 불린다. 또한 전류전쟁의 승리로 인해 테슬라는 미국에서 가장 위대한 전기 공학자 중 하나로 널리 존경을 받았다. 그는 현대 전기 공학을 개척했으며 수많은 그의 발명은 선도자로서 중요한 역할을 하였다. 테슬라는 1893년 이전에 무선 에너지 통신부터 전력 장치까지 개발했으며, 비록 완성하진 못했지만 그의 와덴클리프 탑 프로젝트에서 대륙을 잇는 무선 통신을 실현시키기를 갈망했다. 자기장의 국제 단위인 테슬라는 니콜라 테슬라의 이름을 딴 것이다.

## 유년기와 청년기

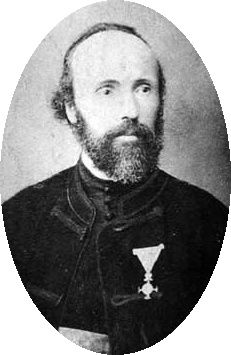
테슬라의 아버지, 미루틴 테슬라 정교회 사제

### 어린 시절

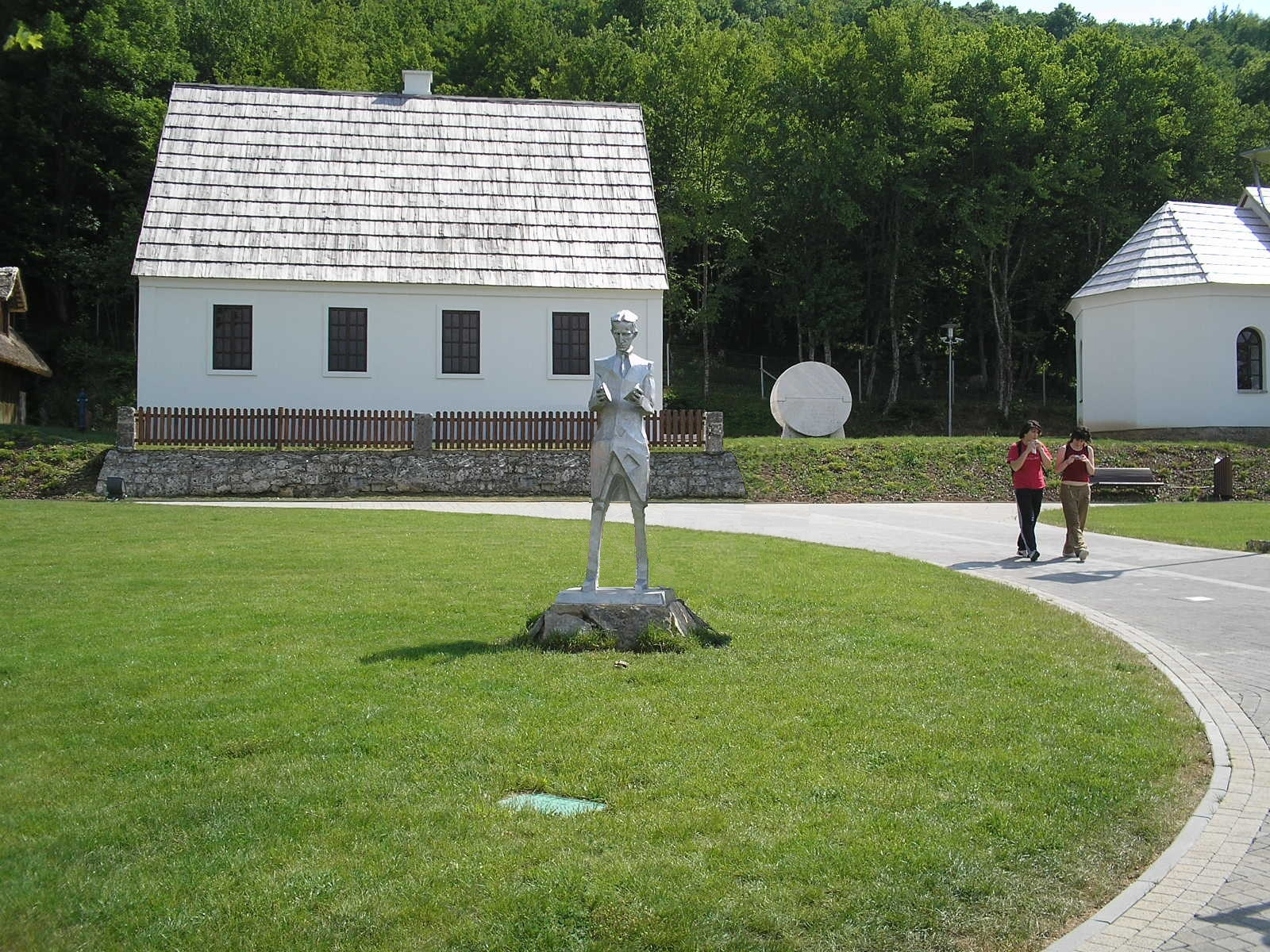
크로아티아에 있는 테슬라가 자라난 마을

테슬라의 부친은 세르비아 정교회 사제였다. 테슬라는 어릴 때부터 시를 즐겨 썼으며 나중에 미국으로 이민을 갈 때 시들 중 일부를 가져가기도 했다. 다만 그는 자신의 시가 공개되는 것을 대단히 꺼려했으며 지극히 개인적인 이유로 시를 즐겼다. 테슬라는 평생 동안 특별한 일이 있을 때마다 시 쓰기를 계속했다.
테슬라는 아주 어렸을 때부터 발명을 하기 시작했다. 그가 가장 처음으로 발명한 것은 다섯 살 때 만든 작은 수차였다. 이는 오랜 시간이 흐른 후 독특한 터빈을 고안할 때 이용되었다고 알려져 있다. 테슬라의 발명품 중에는 여러 실패작들도 많았는데, 대표적으로 ‘열여섯 마리 풍뎅이로 움직이는 장치’가 있다.
테슬라는 발명에만 관심이 있던 것이 아니라 여느 아이와 같이 장난치기를 좋아하는 호기심 많은 소년이었다. 마을에 사는 부인이 입고 있던 긴 치마 위로 떨어져 치마를 찢어 놓은 적도 있었으며, 살아날 가망이 없다는 판정을 세 번이나 받았을 정도로 위험한 장난을 많이 쳤다고 한다. 물에서 놀다가 익사할 뻔한 적도 있었으며, 뜨거운 우유통 속에 들어가 산 채로 익을 뻔한 적도 있었다고 한다. 이처럼 테슬라는 매우 위험한 상황에 자주 놓였었다.
테슬라의 형 다니엘은 열두 살에 불의의 사고로 죽었다. 테슬라의 자서전에 따르면, 형인 다니엘의 수학, 과학적 능력은 자신보다 훨씬 뛰어났고 자신은 형에 비하면 별 것이 아닌 수준이라고까지 이야기를 할 정도로 천재였다고 하는데, 테슬라의 아버지의 친구가 선물해 준 말을 타다 다쳐서 죽었다고 한다. 이러한 비극적인 사건으로 인해서 테슬라는 어렸을 때부터 마음속으로 무서운 생각을 자주 했는데, 이는 후에 테슬라가 병적인 공포증과 강박관념을 가지게 되는 데 큰 영향을 끼쳤다.
테슬라는 어렸을 때부터 상당히 유별난 성격을 가지고 있었다. 대표적인 예로 그는 식사를 할 때 항상 음식의 부피를 잰 후에야 먹기를 시작했는데, 그렇지 않으면 그는 식사에 아무런 흥미를 느낄 수 없었다고 한다. 뿐만 아니라 그는 반짝이는 크리스털이나 날카롭게 각진 면을 보면 흥미를 느끼곤 했지만 여자들의 귀걸이에는 격렬한 반감을 일으켰다. 또한 그는 신체적 접촉과 관련해 매우 민감했는데, 유명한 예로 그는 ‘누군가를 총으로 겨누고 있다면 모를까, 그렇지 않은 경우라면’ 절대로 다른 사람의 머리카락을 만지지 않았다고 한다.

### 학창 시절

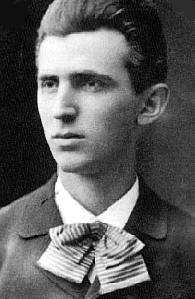
23살의 청년, 테슬라

테슬라는 대단히 천재적인 재능을 가지고 있었다. 그는 언어적으로 모국어인 세르보크로아트어 뿐만 아니라 영어, 프랑스어, 독일어, 이탈리아어까지도 구사할 수 있었고, 수학에는 상당히 뛰어난 소질을 가지고 있었다. 또한 그에게는 특별한 노력을 기울이지 않아도 순식간에 답을 알아버리는 경우가 종종 있었는데, 이에 대해 그는 “이런 느낌이 들면 내가 문제를 해결했고, 결국에는 원하는 결과를 얻을 수 있다는 것을 직감적으로 알 수 있었다.”고 말했다.

테슬라는 열 살 때 유럽의 중등학교기관인 김나지움에 입학하였다. 테슬라는 많은 실험장비들을 갖춘 물리학 실험 시간에 큰 관심이 있었으며, 이 학교에서도 그의 수학적인 재능은 큰 빛을 발했다. 이 밖의 수업에는 관심이 없었던 테슬라를 본 그의 아버지는 그를 상급학교로 진학시키기 위해 많은 노력을 하였다.
결국 테슬라는 크로아티아의 카를로바츠에 있는 상급 학교에 진학했다. 이때 테슬라는 말라리아 등 여러 건강적인 문제를 겪고 있었는데, 아버지의 권유로 1년 동안 산에서 생활하게 되었다.
1875년 그는 산 속 생활을 마치고 오스트리아의 그라츠에 있는 Technische Universität Graz 입학했다. 첫해에는 군 당국으로부터 장학금을 받았기 때문에 경제적인 어려움이 별로 없어 새벽 3시부터 밤 11시까지 거의 쉬지 않고 열심히 공부했다. 하지만 다음해 경제 사정이 극도로 악화되면서 결국 공부를 다 마치기 전에 학교를 그만두어야 했고 독학을 시작했다. 이때 테슬라는 독일인 교수 포에쉴로부터 전기 장치에 흥미를 가지게 되었으며 이것이 교류 전기 장치 개발의 시초가 되었다.

## 테슬라의 독특한 발명 방식

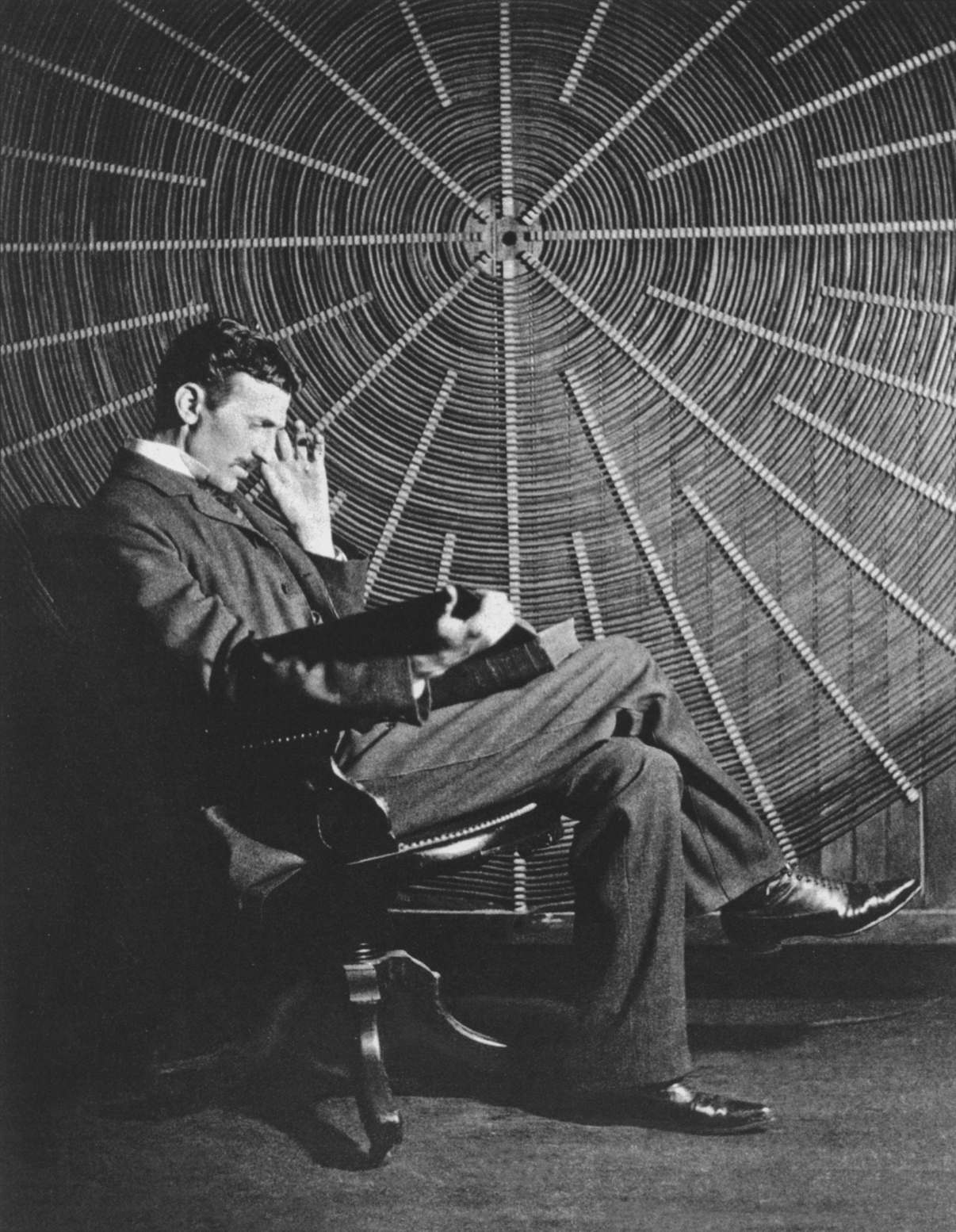
뉴욕 이스턴 휴스턴가에 있는 실험실에 그의 고전압 테슬라 코일 변압기 앞에서 Rudjer Boscovich의 "자연 철학 이론"을 보고 있는 니콜라 테슬라

테슬라는 흥분할 때마다 반짝이는 빛과 같은 환상을 보곤 했다. 그는 이를 ‘때때로 강한 빛과 함께 나타나는 이미지들 때문에 겪게 되는 특이한 고통’이라고 표현했다. 그는 이러한 고통스런 형상에서 벗어나기 위해 엄청난 정신적 훈련을 거듭했고 그 결과 그는 머릿속에 자신만의 상상의 세계를 가지게 되었다. 이를 바탕으로 그는 특별한 설계도나 모델이 있지 않아도, 또 실험을 하지 않고도 발명에 필요한 모든 과정을 머릿속으로만 해결할 수 있었다. 그는 새로운 발명품을 만들 때, 항상 모든 과정을 머릿속으로 실제처럼 구현을 한 후에야 행동에 옮겼다고 한다. 그리고 자신의 발명을 인류에 무료로 사용할 수 있게 하는 철학을 가지고 있었는데, 현 테슬라 모터스의 공익 특허 운영방식과 흡사하다. 그러나, 테슬라 전기에 따르면, 사람들이 본인의 아이디어를 이용하는 것보다 사람 개개인이 독창적 창작을 가지지 않는 것에 대해서는 불만을 표출하기도 하였다.

## 중년기

### 이민

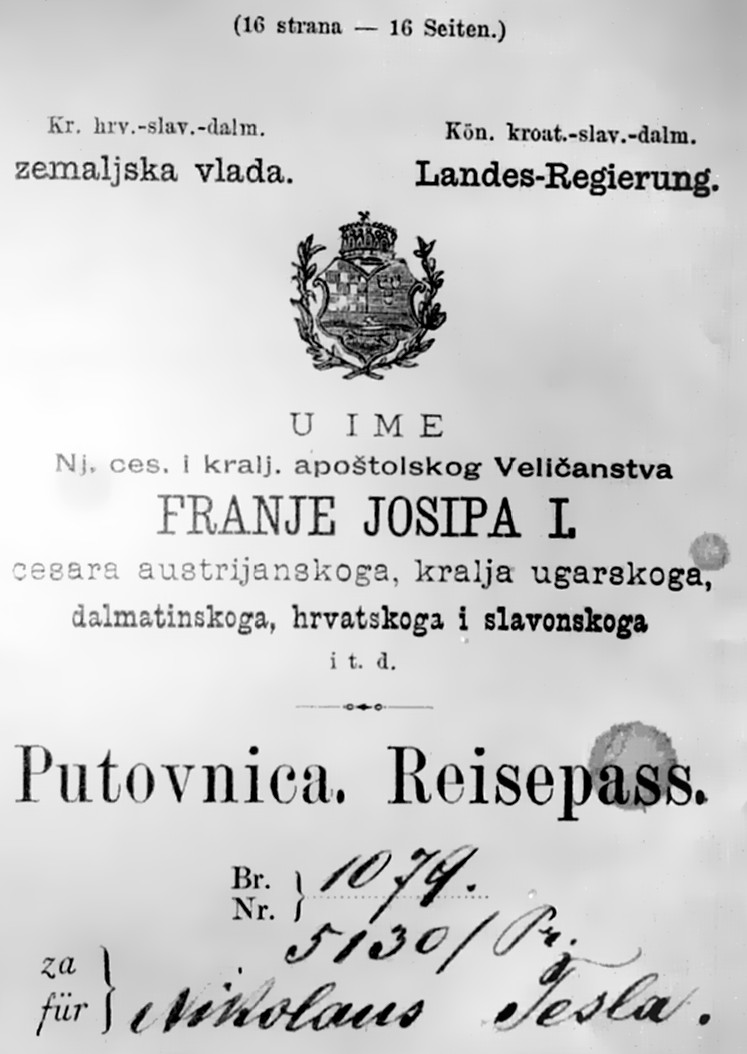
1883년 니콜라 테슬라의 여권

1854년 안토니오 메우치(Antonio Meucci)가 발명한 전화가 유럽에 널리 퍼지면서 토머스 에디슨(Thomas Alva Edison)의 유럽 지사에 의해 부다페스트에 전화 교환소가 문을 열게 되었다. 테슬라는 그 해 1월에 마침 부다페스트에 도착하게 되었고 그의 삼촌의 도움으로 헝가리 정부의 중앙 전신국에 일자리를 얻게 되었다. 그 곳에서 열심히 일하며 과거 종합기술학교를 다닐 때 흥미를 가지게 되었던 교류 전기 장치에 관한 연구를 열심히 시작했다.
그는 당시 직류 모터가 가지고 있었던 문제를 교류 전기 장치로써 해결하고자 했고,
| “ | 나는 그 문제의 해결을 무슨 신성한 사명처럼 생각했다. 바로 사느냐 죽느냐의 문제였다. 만약 실패한다면 그때는 모든 것이 끝장이라고 생각했다. | ” |

라고 말할 정도로 강한 열의를 가지고 있었다.
그는 친구와 공원을 산책하는 과정에서 나온 발상을 바탕으로 회전 자장의 원리를 이용한 완전히 새로운 시스템을 개발했다. 회전 자장은 두 개나 세 개의 서로 다른 위상을 갖는 교류 전류에 의해서 만들어지는데, 이 개념을 이용하면 기존의 직류 모터에는 반드시 있어야만 했던 정류자와 브러시가 필요 없어진다. 그는 끝없이 시스템을 보완해 가면서 교류 전기를 생산하고, 전송하고, 이용하는 데 필요한 모든 장치들을 설계했다. 여기에는 다상 유도 모터, 위상 분할 유도 모터, 다상 동기 모터 등이 포함되어 있었다. 테슬라가 개발한 다상 시스템을 이용하면 전기를 생산하고, 전송하고, 분배하고, 또 기계적인 동력으로 이용하는 것, 이 모두가 가능했다.
1882년 테슬라는 가족과 오랜 친분을 유지하고 있던 푸스카스(Puskas) 형제의 주선으로 에디슨 전화회사의 파리 지사에 일자리를 얻게 된다. 그는 많은 실험을 바탕으로 자신의 교류 시스템이 현재의 직류 시스템보다 훨씬 월등하다는 것을 증명해냈으며, 이러한 교류의 잠재적 가치를 알리고자 많은 노력을 기울였다. 파리 지사의 책임자이자 에디슨의 동료였던 찰스 베처러(Charles Batchelor)는 그러한 테슬라의 능력을 알아보고는 미국으로 갈 것을 권유했다. 1884년 테슬라는 그의 추천서와 함께 미국으로 떠났다.

### 에디슨과 전류전쟁

#### 에디슨과의 만남
1884년 산업혁명이 진행되고 있던 미국에서 에디슨은 매우 다양한 분야에서 연구를 진행하고 있었다. 에디슨의 발전소 중 미국 펄가에 있던 발전소는 뉴욕에 있는 수백 개의 부유한 개인 저택과 도시 전체에 퍼져 있던 제분소나 공장, 극장 등에도 전기를 보내고 있었다. 에디슨은 점점 더 많은 전기 조명 설비 요청을 받고 있었는데 직류 전기 장치로 인한 문제로 많은 고장 문의가 들어와 누전, 화재 등의 일을 수습해야만 했다.
이때 테슬라는 에디슨과 만나게 되었고 그는 고장난 설비를 고치는 일자리를 얻게 되었다. 테슬라는 그 일자리에서 뛰어난 능력을 보여주었고 에디슨에게 인정을 받아 자유롭게 작업을 할 수 있었다. 작업을 하던 테슬라는 에디슨이 만든 원시적인 발전기를 좀 더 효율적으로 작동시킬 수 있는 방법을 찾아냈다. 테슬라는 에디슨에게 발전기를 다시 만들 것을 요구하여 스물 네 개의 발전기를 다시 설계하였고, 자동 조절 장치를 설치함으로써 발전기 성능을 크게 향상시켰다. 에디슨은 테슬라에게 이 프로젝트의 대가로 보너스 5만 달러를 약속했었으나 프로젝트가 완료된 후 금액을 지불하지 않았고, 이것은 테슬라가 회사에 사표를 내는 계기가 되었다.
기술자로서 이름이 알려지기 시작하던 테슬라는 일단의 투자가들로부터 테슬라에게 회사를 차려주겠다는 제안을 받게 되고 이를 수락하였다. 테슬라는 당시에 사용하고 있던 것보다 더 안전하고, 단순하며, 경제적인 아크등을 개발하여 특허를 내는 등의 일을 하였으나 회사로부터 밀려나게 되었다. 이후 테슬라는 경제 침체로 1886년까지 일자리를 구하지 못하다가 웨스턴 유니온 전신회사의 경영자 A. K. 브라운(A. K. Brown)을 만나게 되어 테슬라의 이름을 딴 또 다른 회사가 세워졌다.

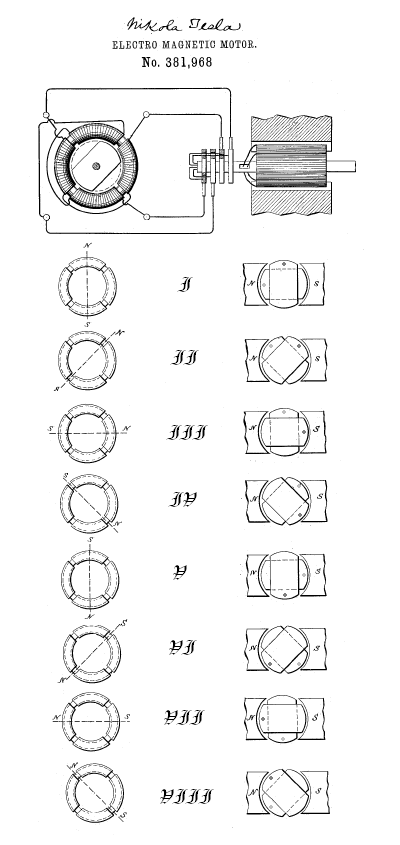
1882년 테슬라의 발명품

#### 전류전쟁
1887년 4월 테슬라 전기회사가 새로이 창립되어 테슬라는 매우 열심히 일을 하였다. 그의 머릿속에는 이미 수많은 발명품들이 설계되어 있었기 때문에 손쉽게 많은 특허를 따낼 수 있었다. 코넬 대학교의 전기공학과를 만드는 과정에서 핵심적인 역할을 했던 윌리엄 앤터니(William Anthony)는 테슬라의 교류 시스템의 가치를 한눈에 알아보고는 바로 지지하기를 시작했다. 
때마침 에디슨의 직류 시스템을 바탕으로 수많은 발전소를 보유하고 있던 웨스팅하우스는 테슬라의 발명품의 가치를 눈여겨 보게 되었고, 테슬라는 2천 달러의 월급을 받으며 웨스팅하우스의 설비를 자신의 교류 시스템으로 바꾸는 직업을 갖게 된다.
에디슨은 테슬라가 웨스팅하우스와 교류와 관련된 계약을 맺었다는 소식을 듣고 매우 화가 나 있었다. 이때부터 전류전쟁이 시작되게 된다. 테슬라의 교류 시스템에 위협을 느낀 에디슨은 곧바로 교류의 위험성에 대한 우려를 담은 자료들을 찍어내기 시작했다. 에디슨은 교류 전기를 이용해 애완동물들을 의도적으로 잔인하게 죽인 장면들이 포함된 전단지들을 배포하고 웨스팅하우스가 소유하게 된 특허들에 소송을 거는 등 끊임없이 웨스팅하우스의 교류시스템을 비난했다. 이를 지켜보고만 있던 웨스팅하우스는 에디슨에 대항하기 위해 교류에 대한 교육 캠페인을 벌이기 시작했다. 연설, 기사 등 다양한 방법으로 교류의 우수성을 알리기 위해 끊임없이 노력했다.
두 회사가 모두 자금난에 시달리게 되면서 전류전쟁은 더욱 심화되었다. 에디슨은 교류를 막기 위해 알바니에서 전압을 800볼트로 제한하는 법안을 통과시키려 했고, 웨스팅하우스는 법에 위반되는 음모를 꾸민 죄목으로 에디슨을 고소했다. 뿐만 아니라 에디슨은 죄수들의 사형에 교류 전기 충격을 사용하자는 주장도 하였으며, 웨스팅하우스는 계속해서 교류의 실상을 증명하기 위해 노력했다.
대세는 점점 직류에서 교류로 넘어오기 시작했고 이를 직감한 에디슨의 많은 직원들은 에디슨이 큰 실수를 저지르고 있다고 설득하기 시작했다. 그러나 에디슨은 끝까지 자신의 주장을 고집하다가 오랜 시간이 흐른 후에야 자신의 실수를 인정하기 시작했다. 시간이 지나고 최종적으로 테슬라는 웨스팅하우스와의 계약을 연장하여 자신의 연구를 계속할 수 있었고, 웨스팅하우스는 사업 영역을 확장시켜 끝내 테슬라의 교류 시스템을 이용한 발전소를 세웠다. 이는 1891년 광산 지역에 전기를 공급하기 위한 것이었다.

### 성공과 하락
1893년 10월 나이아가라 위원회는 웨스팅하우스와 계약을 체결함으로써 미국 산업계를 오랫동안 악의적으로 갈라놓았던 전류전쟁이 막을 내리게 된다. 교류 시스템을 발명한 테슬라는 큰 영광을 얻을 수 있었다. 하지만, 제너럴 일렉트릭의 광고 캠페인은 테슬라의 업적을 자신의 회사에 돌리게 만들었고 이 때문에 테슬라는 자신의 업적에 비해 제대로 평가받지 못하였다. 웨스팅하우스는 테슬라의 교류 특허를 보호해 주어서 스무건에서 특허 논쟁에서 매번 결정적인 승리를 얻을 수 있었다. 테슬라는 이런 영광과 지위에도 불구하고 자신만의 시간을 가지려고 하며 자신의 상상력을 발전 시켰다. 이 시기에 테슬라는 자기장을 이용하여 세계의 기상을 조절하고, 무선으로 에너지를 보내는 방법과 무선 통신 방법에 대한 아이디어를 얻게 된다. 테슬라에게는 일생중 가장 많은 것을 만들어낸 시기였으며 가장 행복한 시기였다.
하지만, 이 행복은 오래가지 않았다. 1895년 3월 13일 새벽 2시 30분에 사우스 피프트 33~35번지에 있던 그의 실험실에서 큰 화재가 발생하게 된다. 비싼 실험기기들이 다 타버리면서 총 피해액은 100만달러를 넘겼다. 이 화재로 그가 연구했던 무선 통신, 무선 에너지 전송, 운송 수단 등을 비롯해 조만간 X선으로 세상에 알려질 현상에 대한 연구마저도 사라졌다. 상업적으로 큰 가치를 지니고 있었던 액화탄소 제조기술도 불속에서 사라지고 말았다. 보험을 하나도 들어 놓지 않았던 테슬라는 이 화재로 파산 지경에 이르게 된다.
X선에 대한 연구
테슬라는 1893년 실험실과 뉴욕 여러 곳에서 작동하는 무선 통신 장치를 만들지만 실험실이 불에 타게 되고 실험실이 폐허가 된 뒤 에드워드 딘 아담스의 도움으로 50만달러로 회사를 설립하고 웨스팅하우스에 장비를 요청하면서 무선
통신 연구를 계속하게 된다. 다시 연구를 할 수 있는 재정이 마련된 테슬라에게 에드워드 딘 아담스가 새로운 회사를
만들고 헨리 S. 모건으로부터 강력한 재정 지원을 받자는 제의를 하는데 테슬라는 4만달러만 받고 합병을 거부하였다. 이는 테슬라의 실수로 나중에 재정이 바닥나게 된다. 1895년 빌헬름 콘라트 뢴트겐의 X선 발견을 시작으로 많은
물리학자들이 X선 연구를 시작하게 되고 테슬라도 X선 연구를 진행하는데 사실 테슬라는 빌헬름 콘라트 뢴트겐의
발견이 있기 전에 X선 사진을 촬영하였고 빌헬름 콘라트 뢴트겐의 발견 이후 그 빛이 X선임을 알게 되었다. 테슬라는
X선을 연구하던 도중 조수가 X선에 너무 오랫동안 노출되어 사고가 나자 X선이 인체에 해롭다는 사실을 알게 되고
1897년 뉴욕 아카데미에 X선의 위험을 보고 한다. 이 시기에 테슬라는 조지 쉐프와 같이 연구를 하게 되는데 그는
테슬라가 앞으로 연구하는 동안 계속 함께하게 된다. 그리고 1899년 5월 18일에 테슬라는 레오나르드 커티스의 제안을 받아들이고 콜로라도스프링스로 가게 된다.

### 콜로라도 스프링스

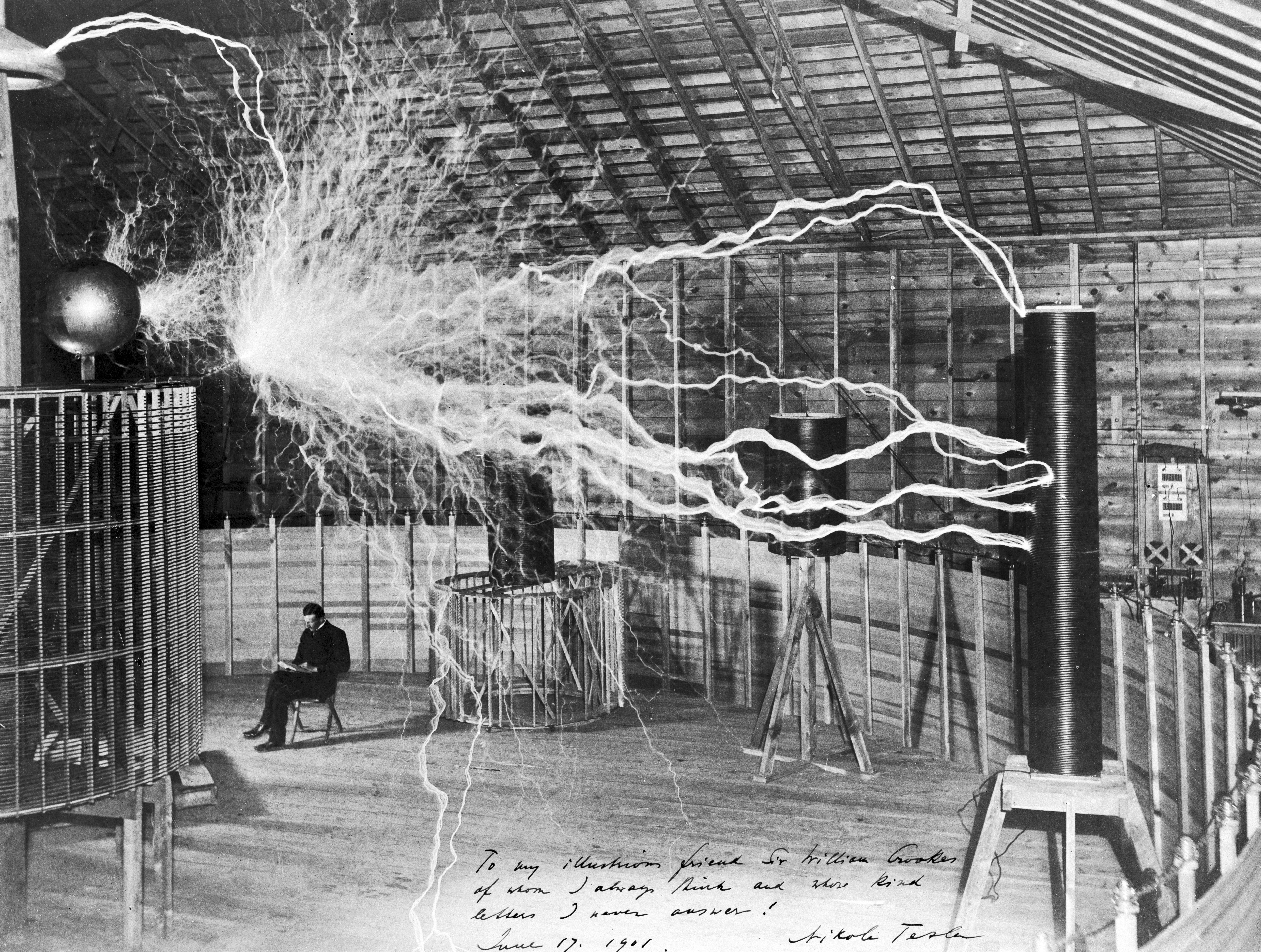
1900년 콜도라도 스프링스 연구소의 테슬라

레오나르드 커티스는 테슬라에게 호텔과 자유롭게 이용할 수 있는 땅을 제공해주고 자신이 시티 파워 플랜트 전력회사에 주식을 갖고 있기 때문에 전기도 마음대로 쓸 수 있으니 콜로라도스프링스에 와서 연구하라는 회신을 보낸다. 테슬라는 이에 응하여 쉐프와 조수 콜멘지토와 함께 콜로라도에 가기 위한 채비를 하게 된다. 테슬라는 콜로라도로 갈 때 새로운 목표 2가지를 세우는데 전 세계를 연결하는 무전 전신 시스템을 개발하는 것과 에너지를 효율적으로 보내는 방법을 연구하는 것이다. 1899년 5월 11일에 뉴욕을 떠나 시카고에서 원격 조종 보트시범을 선보이고 1899년 5월 18일 콜로라도스프링스에 도착하고 본격적으로 실험실 건립에 착수하고 장비를 조립하기 시작했다. 테슬라는 이 당시에 개발한 전송 장치를 자신이 만든 것 중에 가장 멋진 발명품이라고 언급했다. 또한, 테슬라는 1억볼트의 전압을 얻을 수 있고 여러 주파수의 전류를 발생시킬 수 있는 변압기를 보유하고 있었다.
1899년 테슬라는 폭풍이 칠 때 생기는 번개를 측정하게 되는데 이 번개가 일정한 주기를 가지고 있음을 발견하게 된다. 폭풍이 300 km 멀어질 때마다 번개는 하나의 주기를 갖는 것을 보고 정상파라는 것을 알게 되었고 지구가 하나의 큰 도체라는 생각을 하게 되는데 이를 이용하면 무선으로 메시지를 지구 반대편으로까지 보낼 수 있다고 한다. 이를 위해서는 변압비를 높게 할 수 있어야 하고 공명이 일어 나도록 해야 한다. 이 때 테슬라는 인위적으로 번개를 방출하는 실험을 하게 되는데 소모되는 전력이 심하여 콜로라도스프링스의 전력 발전기를 태워버려서 전력이 차단되자 테슬라는 이를 사비로 보상하며 계속 자신의 연구소에 전력을 공급할 것을 요구하였다. 나중에 테슬라는 같은 실험으로 목숨을 잃을 뻔한 적이 있기도 하였다.
테슬라는 콜로라도 스프링스에서 무선 수신 장치를 연구하고 있을 때 정체를 알 수 없는 소리를 잡게 되는데 테슬라는 규칙적인 패턴을 보고 다른 행성에 있는 존재가 인위적으로 만든 교신임을 확신하고 화성 또는 금성에서 오는 수신이라 추정했다.
1900년 테슬라는 콜로라도에서의 작업을 마치고 다시 떠날 준비를 한다. 그 때까지 테슬라는 자신의 장비를 외부에 공개하지 않았으며 자신이 그곳에서 이룬 성과에 대해 만족하였다.

### 무선 통신
테슬라는 1893년 필라델피아에 있는 프랭클린 연구소와 세인트 루이스에 있는 국립 전등 협회의 연설에서 최초로 무선 통신을 시범을 보였다. 많은 사람들이 1895년 굴리엘모 마르코니가 무선 통신을 최초로 개발한 것으로 알고 있으나 실제로는 테슬라가 2년 더 앞섰다. 테슬라는 5kw짜리 스파스 송신기로 30피트 떨어진 가이슬러 관에 수신하게 만들어서 무선 주파수 자극에 의해 가이슬러 관에 불이 들어오도록 시범을 보였다. 테슬라는 이 시범에서 무선 통신의 기본(안테나와 공중선, 접지, 인덕턴스와 전기 용량를 포함한 공중에서 땅으로 이어진 단일 회로, 동조를 맞추기 위해 조절 가능한 인덕턴스와 전기 용량, 송수신 장치, 전자관 검파기) 그리고 2년 뒤 마르코니가 발표한 무선 장치 장비들은 테슬라의 것과 동일했다. 1891년 8월 25일 테슬라는 전기 학술 대회에서 강의를 하면서 기계식 진동자와 전기 발진기를 선보이는데 이 발진기가 ‘동기 무선 통신’ 분야에서 이용될 수 있고 이로 인해 많은 가능성이 펼쳐졌다.

### 노벨상 사건
1915년 11월 6일 <뉴욕타임즈>는 기사를 싣는데 그 내용은 에디슨과 테슬라가 노벨 물리학상의 공동 수상자로 결정되었다는 기사였다. 그러나 테슬라는 공식적으로 아무런 통보를 받지 못한 상태였고 자신이 그 상을 수상한다면 무선으로 에너지를 전송하는 기술을 개발했기 때문일 것이라고 말하였다. 마찬가지로 에디슨 역시 노벨상 수상에 대해서는 공식적으로 아무런 통보를 받지 못하였다. <타임즈>지, <리터러리 다이제스트>지, <일렉트리컬 월드>지도 에디슨과 테슬라가 노벨상을 공동으로 수상하게 되었다는 기사를 실었다. 그러나 11월 14일 로이터 통신은 충격적인 소식을 전하게 되는데 노벨상위원회가 노벨 물리학상 수상자로 X선으로 광물을 분석한 리드대학의 윌리엄 헨리 브래그 교수와 케임브리지 대학의 윌리엄 로런스 브래그 교수를 선정하였다는 것이다. 이와 관련하여 노벨상 재단은 확인하기를 거부하였으며 테슬라와 가까웠던 전기작가는 테슬라가 에디슨과 함께 공동 수상하는 것을 거부했다고 말하였으나 또 다른 전기작가는 에디슨이 테슬라가 2만 달러의 상금을 받지 못하도록 수상을 거부한 것이라고 말하였다.

## 테슬라의 사교 활동
테슬라는 고독한 발명가로 누가 자신에게 간섭하는 것을 매우 싫어하였다. 따라서 테슬라는 일생동안 조직에 연루되지 않았고, 보통 스스로 거래를 이끌어 나갔다. 그렇기에 테슬라는 돈을 가진 사람들과 만나기 위하여 활동하게 되고 후에 뉴욕 400의 회원이 되어 사회적 부와 지위를 인정 받게 된다. 테슬라의 독특한 개성과 지적인 수준, 그리고 부드러운 말솜씨는 상류사회에서 많은 인기를 얻게 해준다. 특히 많은 언론인과 문인들이 테슬라와 친밀한 관계를 맺고 지냈다. 그들 외에도 테슬라의 매력적인 연설은 대중들을 사로잡았고, 큰 영광을 얻을 수 있었다. 하지만, 테슬라는 사회적 여론에 개의치 않고 계속 활동하였고, 이 때문에 테슬라의 재력은 약화되게 된다.
테슬라와 진정으로 친하게 지내는 몇몇 안되는 친구 중에는 1893년 토머스 마틴의 소개로 만나게 된 존슨 부부가 있다. 남편 로버트 존슨은 학자풍의 외모에 언어와 시에 뛰어난 재능을 갖고 있었으며 재치가 넘쳤다. 아내 캐더린 존슨은 자그마한 체구의 지적인 예쁜 여인이였다. 테슬라는 이들 집에서 머물면서 유럽의 여러 예술가와 작가들을 만날 수 있었고, 존슨 부부는 테슬라가 발명한 새로운 발명품을 후원해줄 백만장자들을 물색하는 것을 도와 주었다.
테슬라에게 매력을 느끼는 여자들은 많았지만, 테슬라가 실제적으로 남자로서의 반응을 보인 여자는 거의 없기에 테슬라가 동성애자라는 말도 많았다고 한다. 테슬라와 가까운 관계로 발전한 대표적인 여성으로는 앤 모건이 있다. 하지만 이들 둘이 친구 이상의 관계였음을 뒷받침하는 증거는 아무것도 없었다.

## 노년기
노년기가 되었음에도 테슬라의 발명에 대한 열망은 식지 않았다. 비둘기에게 모이를 주며 호텔 방을 전전하는 가난한 생활을 계속하지만, 머리 속은 언제나 새로운 아이디어들로 가득 차 있었다. 이 시기동안 그는 새로운 중력이론을 발표하기도 하면서 왕성한 활동을 죽을 때까지 계속하게 된다.

### 유체 다이오드
워터사이드 발전소에서 큰 터빈을 개발하는 과정에서 가연성 연료를 사용할 수 있게 판이 달린 특별한 도관을 개발한다. 이 특이한 도관은 최근에 유체 논리 소자로 이용되면서 ‘유체 다이오드’라고도 불린다.

### 테슬라의 헬리콥터
테슬라는 라이트 형제를 비판하면서 자신이 설계한 비행기를 제시한다. 그는 이때 이 비행기를 헬리콥터라고 설명했지만, 실제 이 비행기는 수직 이착륙기(VTOL)와 더 가깝다. 이 비행기는 헬리콥터와 같은 프로펠러를 이용하여 곧장 이륙할 수 있었으며, 작은 공간에서도 쉽게 이착륙이 가능했다. 후에 1950년대가 되어서야 테슬라의 아이디어는 시제품으로 만들어져 테스트를 받았다.

### 레이다의 개발
1917년쯤 미국이 1차 세계대전에 참가할 무렵에는 독일군의 잠수함 때문에 연합군이 큰 피해를 받고 있었다. 이에 따라 잠수함을 사전에 추적하는 것이 큰 화두로 떠올랐다. 이런 상황에 맞게 테슬라는 군사적인 목적으로 레이다의 기본 개념을 창시하게 된다.
| “ | 가령 초당 수백만 번 진동하는 엄청난 고주파의 전기 파동으로 이루어진 응집된 파동을 쏘고, 이 광선이 잠수함 선체에 부딪혀서 반사되어 나오는 빛을 중간에서 가로채면, 이 반사광선을 X-레이를 찍는 원리와 비슷한 방법으로 형광 스크린에 투사해 비출 수 있다. 이 광선은 파장이 매우 짧아야만 한다는 문제점이 있다. 다시 말해, 충분히 짧은 파장과 큰 에너지를 갖는 광선을 만들 수 있어야 한다. 간헐적인 간격을 두고 추적 광선을 쏘면 가공할 만한 에너지를 가지고 진동하는 광선을 만들 수 있다. | ” |
|   | — <일렉트릭컬 익스페리먼트>, 1917년 8월 |   |

이 발명은 약 15년 정도 지난 후 1930년대에 본격적으로 연구되어 실용화되게 된다.

### 에디슨 메달
뛰어난 기술자였던 베렌트는 자신도 에디슨 메달을 받기 위해 기다리고 있었지만, 전기 에너지 시대를 창조한 위대한 발명가가 가난하게 살고 있다는 것에 대해 매우 불합리다고 생각하였고, 테슬라에게 에디슨 메달을 제안한다. 테슬라는 처음에는 거부했지만, 베렌트의 끈질긴 부탁으로 결국 상을 받게 된다. 테슬라는 에디슨에 대한 큰 반감이 있었지만, 에디슨에 관한 멋진 연설을 하면서 수상식을 마친다.

### 장 이론
테슬라는 아인슈타인의 이론에 반박하여 새로운 의견을 제시한다. 전중력학이라고 불리는 이 이론에서 그는 공간의 휘어짐은 자연의 작용 반작용 성질 때문에 불가능하며 우주는 에테르라는 물질로 가득 차있다고 설명했다. 논리적으로 많은 반박을 받았지만, 그는 이에 굴하지 않고 노년동안 계속 이 이론을 탐구하였다.
2012년 7월 4일 유럽의 CERN연구소는 표준모형에서 우주의 모든 물질에 질량을 부여한 소립자인 힉스입자의 존재를 증명할 수 있게 된 것 같다고 발표하였다(2014년에 발견되어 발견자가 노벨 물리학상을 수상함). 물리학자들의 설명을 빌리면 이 힉스입자는 모든 물질에 질량을 부여하고 곧 사라졌다고 한다. 물리학자 중 일부는 이 힉스입자가 테슬라가 예언한 에테르가 아닐까 주목하고 있다.
따라서 물 속에 떠있는 것처럼 온 우주의 모든 물질들이 여전히 힉스입자가 채운 공간 위에 존재하는 것이라고 설명하는 학자도 있고, 힉스만이 다른 차원들을 오갈 수 있기 때문에 우리가 알고 있는 4차원 이외에 수학적으로만 존재가 증명된 7개의 다른 차원에서 존재할 것이라는 추측도 있다.

## 유산과 명예

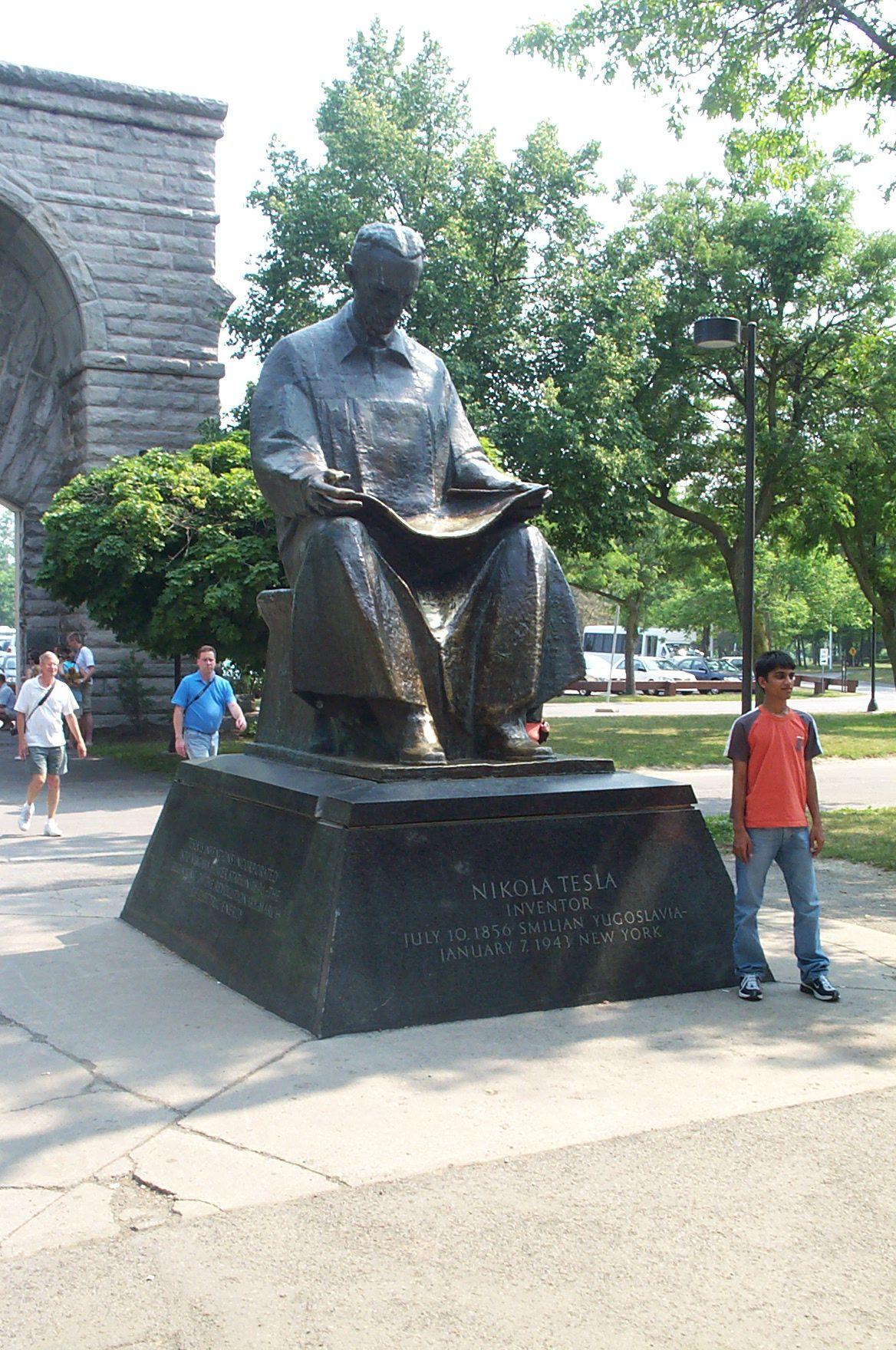
나이아가라 폴스에 있는 테슬라 동상

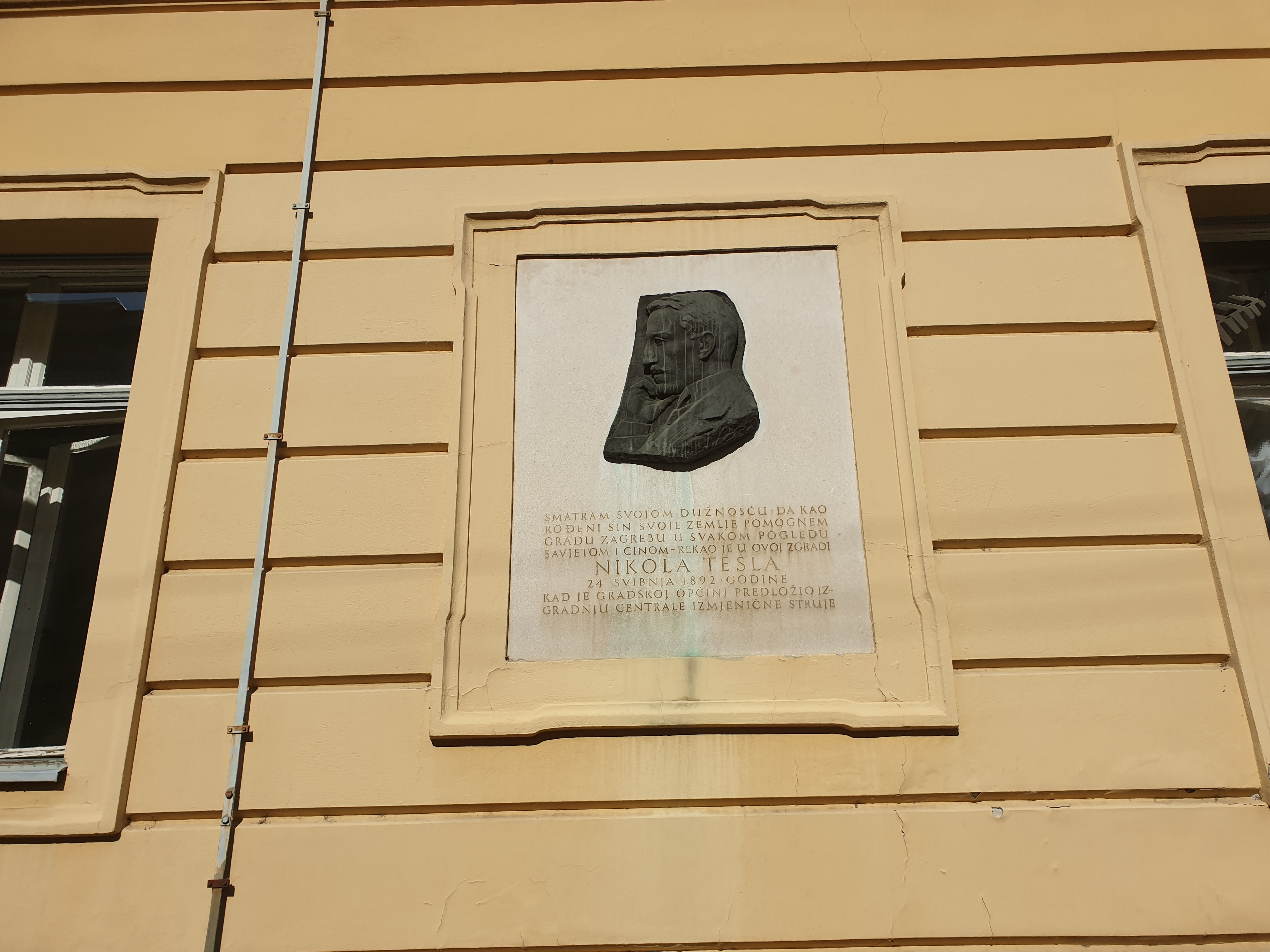
크로아티아 자그레브에 있는 테슬라 조각

- 테슬라 (T) - 자속밀도를 표현하는 SI 단위. 니콜라 테슬라를 기념하여 프랑스어: Conférence Générale des Poids et Mesures가 1960년 파리에서 이 단위를 제정하였다.
- 테슬라 - 달 뒷편에 있는 직경 26킬로미터의 크레이터
- 2244 테슬라 - 소행성
- TPP 니콜라 테슬라 - 세르비아에서 가장 큰 발전소
- 베오그라드 니콜라 테슬라 공항 - 베오그라드 근교에 있는 이 공항은 테슬라를 기리며 이 이름을 지었다
- IEEE 니콜라 테슬라 어워드(IEEE Nikola Tesla Award) - 테슬라가 부학회장으로 있었던 IEEE도 니콜라 테슬라를 기념하여 이 상을 제정하였다. 이 상은 전력의 발전이나 이용 분야에 있어서, 특출한 기여를 한 개인이나 단체에게 돌아가는 상이다. 사람들은 이 상을 전력 분야에 있어서 가장 영예로운 상이라고 여기고 있다.

### 기념비
나이아가라폴스에 지어진 이 동상은 벨그레이드 전기전자 대학교(University of Belgrade Faculty of Electrical Engineering)의 복제품이다. 또 다른 동상은 캐나다 온타리오주의 나이아가라폴스에 있는 퀸빅토리아 공원에 지어졌다. 이 동상은 니콜라 테슬라 탄생 150주년인 2006년 7월 9일에 공식적으로 공개되었다.

### 화폐에 나타난 테슬라
니콜라 테슬라의 초상은 구 유고슬라비아 디나르에 등장했으며, 세르비아 디나르 화폐에 등장한다.

### 테슬라 모터스
마틴 에버하드와 마크 터페닝이 세우고 일론 머스크(Elon Musk)가 투자한 테슬라 모터스라는 전기 자동차 제조 회사의 이름은 니콜라 테슬라의 이름을 따서 지은 것이다.

## 같이 보기
- 조지 웨스팅하우스
- 전류전쟁
- 테슬라 (단위)
- 에디슨
- 아인슈타인
- 슈뢰딩거
- 쇼펜하우어

## 참고 자료
- American Institute of Electrical Engineers, <A New System of Alternate Current Motors and Transformers>, 1888
- 마가렛 체니, <과학 문명을 1백년 앞당긴 천재 과학자 니콜라 테슬라>, 양문 출판사, 1999
- Henry G. Prout, <A Life of George Westinghouse>, 1922
- Robert A. Cornot, <A Streak of Luck>, 1979
- W. A. Swanberg, <Citizen Hearst>, 1961
- 테슬라 박물관, <Colorado Springs Notes>, 1899~1900
- J. T. Ratzlaff and L. I. Anderson, <Dr. Nikola Tesla Bibliography>, 1979
- J. T. Ratzlaff, <Dr. Nikola Tesla; Selected Patent Wrappers from the National Archives>, 1980
- Matthew Josephson, <Edison>, 1959
- Ronald W. Clark, <Edison>, 1977
- Robert Silverberg, <Edison and Power Industry>, 1967
- Alfred O. Tate, <Edison’s Open Door>, 1938
- Thoman Commerford Martin, <Inventions Researchers and Writing of Nikola Tesla>, 1977
- Francis Jehl, <Menlo Park Reminiscences>, 1939
- Margaret L. Coit, <Mr. Baruch>, 1957
- 테슬라 자서전, <My Inventions>, <Electrical Engineer> 5, 6, 7, 10월 호, 1919
- Bernard Baruch Baruch, <My Own Story>, 1957
- 니콜라 테슬라 박물관, <Nikola Tesla>, 1956
- Daniel J. Kevles, <The Physcists>, 1978
- Matthew Josephson, <The Robber Basons>, 1962